# هانس کولهماینن
هانس کولهماینن (به فنلاندی: Hannes Kolehmainen) ورزشکار مرد رشتهٔ دو و میدانی اهل کشور فنلاند است. وی در بین سال‌های ‎۱۹۱۲ تا ۱۹۲۰ میلادی در مسابقات بازی‌های المپیک تابستانی در مجموع ۵ مدال، شامل ۴ مدال طلا و ۱ نقره را کسب کرد.